# Kajeke
Kajeke är ett vattendrag i Burundi.   Det ligger i provinsen Bubanza, i den västra delen av landet, 19 kilometer nordväst om huvudstaden Bujumbura.
Omgivningarna runt Kajeke är en mosaik av jordbruksmark och naturlig växtlighet. Runt Kajeke är det tätbefolkat, med 266 invånare per kvadratkilometer.